# Vosbles-Valfin
Vosbles-Valfin es una comuna nueva francesa situada en el departamento de Borgoña-Franco Condado, de la región de Jura.

## Historia
Fue creada el 1 de enero de 2018, en aplicación de una resolución del prefecto de Jura de 4 de diciembre de 2017 con la unión de las comunas de Valfin-sur-Valouse y Vosbles, pasando a estar el ayuntamiento en la antigua comuna de Vosbles.

## Demografía
| Gráfica de evolución demográfica de Vosbles-Valfin entre 1800 y 2015 |
|                                                                      |

Los datos entre 1800 y 2015 son el resultado de sumar los parciales de las dos comunas que forman la nueva comuna de Vosbles-Valfin, cuyos datos se han cogido de 1800 a 1999, para las comunas de Valfin-sur-Valouse y Vosbles de la página francesa EHESS/Cassini. Los demás datos se han cogido de la página del INSEE.

## Composición
| Comuna delegada    | Código INSEE | Población (2015) | Superficie (km²) | Densidad (hab./km²) |
| ------------------ | ------------ | ---------------- | ---------------- | ------------------- |
| Valfin-sur-Valouse | 39542        | 82               | 8.67             | 9                   |
| Vosbles            | 39583        | 110              | 12.67            | 8                   |